# Der letzte Weg des Koloman Wallisch
Der letzte Weg des Koloman Wallisch ist eine 1934 entstandene Erzählung von Anna Seghers. Die Erstveröffentlichung erfolgte im gleichen Jahr im Juli-Heft der Prager Monatsschrift für Literatur und Kritik Neue deutsche Blätter.

## Kurzbeschreibung
Zehn Wochen nach der Hinrichtung des Koloman Wallisch macht sich eine Ich-Erzählerin an dessen letzter Wirkungsstätte auf Spurensuche, um diesen „rätselhaften Mann“ zu verstehen, der von der politischen Rechten als Kommunist, von der politischen Linken als Anti-Kommunist gesehen wurde. Am Ende des Textes ist „der Mann nicht tot und heilig, sondern mit Fehlern und lebendig.“

## Inhalt
Die Ich-Erzählerin reist zehn Wochen nach der Hinrichtung des am Februaraufstand gegen den Austrofaschismus beteiligten sozialdemokratischen Politikers Koloman Wallisch von Graz, wo die Ich-Erzählerin nach einer Zeitungslektüre zu dem Schluss kam, Wallisch sei ein „Kommunistenfresser“ und „Antibolschewik“ gewesen, an Wallischs letzte Wirkungsstätte Bruck an der Mur; da die Reise mit dem Zug erfolgt, können Mitreisende ihr unter anderem mitteilen, der am Galgen hingerichtete Wallisch sei ein „Hetzer“ gewesen, ein „Kommunist“, ein „Bolschewik“. Die Ich-Erzählerin hat sich dagegen als Ziel gesetzt, „die widersprüchlichen Fakten und Ansichten in Bezug auf diesen Mann in Einklang zu bringen.“ In Bruck angekommen, kauft die Ich-Erzählerin sich eine Karte von der Obersteiermark, um mittels dieser Karte, Ortsbegehungen, der staatsanwaltlichen Anklageschrift und Fragen an die Bevölkerung ihr Bild der letzten Tage des Koloman Wallisch sowie von Wallischs Persönlichkeit zu konstruieren. Zu den Befragten gehört ein den Kommunisten nahestehenden Eisenbahner-Sohn sowie zwei Frauen und sechs Männer auf einem am Dorf-Ende gelegenen Gutshof mit Hofverkauf, dessen Gutsherr auf Auerhahn-Jagd ist und wo der dort weilende Gendarmerie-Hauptmann mit einem „Pst, verraten S‘ mich nicht“ eigentlich keinen Hehl aus seinem Nazismus mehr macht. Ansonsten herrscht der Fremden gegenüber viel Schweigen. „In diesem Schweigen gibt es keine Bruchstelle, durch man sieht, was es zudeckt.“ Die nächste Station ist „ein schräges, kahles Bauernhaus“, wo unter anderem ein Brautpaar weilt, dessen mit den Februar-Aufständischen sympathisierender Bräutigam wegen des gleichen Wegs gen Eisenpass zum Begleiter und Interview-Partner der Ich-Erzählerin wird. Mit dem Bräutigam gelangt die Ich-Erzählerin zum Hochanger-Haus, dessen Wirt ebenfalls mit Wallisch sympathisiert und betont, die 5000 Schilling polizeiliche Belohnung auf Wallischs Ergreifung seien kein Ansporn gewesen: „Hätt man das Geld bekommen und hätt sich davon ein paar Buxen gekauft, und sie hätten einem über den Hintern gespannt – gleich hätt man den Galgen gesehen. Hätt man davon ein Tuch fürs Bett gekauft und hätt sich mit dem Weib reingelegt, gleich hätt man auch den Galgen gesehen.“
Nach dem Abstieg reist die Ich-Erzählerin weiter zu Wallischs Hinrichtungs-Ort Leoben, „fader, muffiger Provinzgeruch liegt über den staubigen Bahnhofsanlagen“ jener Stadt, durch die der gekettete Wallisch und dessen Frau im „Triumphzug“ gefahren wurden, „auf einem offenen Autobus, Militär und Gendarmerie vorn und hinten, ein Spalier von Bürgern rechts und links.“ Die Ich-Erzählerin erhält die Möglichkeit, in den Hof zu blicken, wo Wallisch hingerichtet wurde: „Der Galgen ist abmontiert. Drei Meter tief mußten Kriminalhäftlinge das Loch schaufeln, in das der Pflock gesetzt wurde.“ Auch den Friedhof, wo Wallisch begraben liegt, besucht die Ich-Erzählerin auf der Suche „nach Männern und Frauen, die aussehen, als ob sie das Grab besuchen. Wie der Wiener ist auch der Leobener Friedhof bespitzelt“, um Sympathisanten dingfest zu machen: „Sie geben vierzehn Tage Arrest jedem, der Blumen drauflegt“ auf das Grab, was laut einem Grabbesucher womöglich nicht vollständig gefüllt ist: „Was hier drin liegt, soll nur der Rumpf sein. Weil doch der Wallisch in Räteungarn mit dabei war, heißt es, der Dollfuß hat seinen Kopf dem Horthy geschickt.“ Der Text schließt mit einem Wirtshaus-Besuch, bei dem die Reden der Gäste Details aus der Wallisch-Biografie anbringen sowie ein Resümee bieten.

## Textanalyse
Bei Der letzte Weg des Koloman Wallisch handelt es sich um eine in Ich-Form erzählte fiktive Darstellung des Februar-Aufstands in der österreichischen Kleinstadt Bruck. Orte der Handlung sind Graz, das Zug-Innere auf der Reise von Graz nach Bruck, Bruck und Umgebung sowie Leoben. Zeit der Handlung ist, da die Zugreise zehn Wochen nach der Wallisch-Hinrichtung erfolgt, der 30. April 1934. „Der Text besteht aus einer Reihe miteinander verbundener Szenen aus der Reise der Ich-Erzählerin, durchsetzt mit Szenen aus den letzten Tagen Wallischs“, so dass in diesen Rückblenden einige Tage im Februar 1934 zur erzählten Zeit hinzukommen.
„Nicht aus stilistischen, sondern eher politischen Gründen“ gibt es von Der letzte Weg des Koloman Wallisch unterschiedliche Fassungen: Die Textfassung in der Erzählungssammlung Der Bienenstock (1953) ist gegenüber dem ursprünglichen Text geändert, z. B. ist der Textabschnitt hinsichtlich Wallischs geplanter Flucht nach Jugoslawien infolge von Titos Bruch mit der Sowjetunion politisch nicht mehr opportun gewesen.

### Figuren
Anna Seghers hat in Der letzte Weg des Koloman Wallisch „versucht, den Charakter einer historischen Persönlichkeit nachzubilden, und es ist ihr gelungen, ein realistisches und glaubwürdiges Porträt zu präsentieren“ von ihrer Titelfigur Koloman Wallisch, über den sich am Schluss der Erzählung herauskristallisiert hat, dass er entgegen den Darstellungen zu Beginn der Erzählung weder „Kommunistenfresser“ noch Kommunist gewesen ist. „Er war der reine Anwalt, der Wallisch. Bist du zu ihm gekommen, hast du ihn um Rat gefragt, an allen Fingern hat der die Paragraphen abgezählt. Solche Paragraphen hat er gewußt – für den armen Mann, daß man ihm nix ans Fell kann. Jetzt werden sie wohl die Gesetze durchreißen, in denen’s noch solche Paragraphen hat“, meint der Bräutigam im Text über Wallisch.
In den fiktiven Gesprächen und Beobachtungen, mit denen ein historisches Ereignis in eine literarische Form gebracht wird, sorgen die kommentarlos gegenübergestellten widersprüchlichen Meinungen über Wallisch dafür, dass außer dem Charakter Wallischs auch die politischen Ansichten der Redner beleuchtet werden, die damit als Figuren der Erzählung dienen; das gilt insbesondere für den Eisenbahner-Sohn am Beginn und den Bräutigam am Ende des Bruck-Aufenthalts der Ich-Erzählerin.

### Themen
Der letzte Weg des Koloman Wallisch berichtet nicht nur über die letzten Tage der Titelfigur, sondern „verrät auch viel über die politische Atmosphäre in Österreich zu dieser Zeit“ und zeigt „Anzeichen für den bevorstehenden Kampf zwischen widersprüchlichen Ideologien“ auf. Beschränkt auf die österreichische Landbevölkerung werden hierbei gesellschaftspolitische Hintergründe für den Aufstieg des Nazismus auch in Österreich deutlich, beispielsweise, wenn der Eisenbahner-Sohn darüber berichtet, dass Jugendbetreuung aus Kostengründen nicht als Staatsaufgabe wahrgenommen wird und der Nazismus daher für Sportler anziehender ist als der Kommunismus: „Turner sind’s zum Beispiel, und gehen hin, weil’s dort noch Turnhallen hat bei den Nazis. Und unsere sind geschlossen. Und die Nazis lassen sie auf die Barren schwingen.“ Bereits vier Jahre vor dem „Anschluss“ Österreichs wird in dem Text klar, dass sich dem „Anschluss“ kein nennenswerter Widerstand entgegenstellen wird: „Man braucht nicht mehr viel zu fragen, das sieht man in vielen Provinzstädten, sie kehren die papiernen Hakenkreuze zusammen, die sie am Vorabend gestreut haben, oder sie ziehen die gemalten Hakenkreuzarme zu Gittern.“ Und während die Brucker Obrigkeit Veranstaltungen zum Ersten Mai 1934 verbietet, wurden an „Hitlers Geburtstag […] in den Bergen Lichter angesteckt.“

## Textausgaben (Auswahl)
- Der letzte Weg des Koloman Wallisch. In: Anna Seghers: Erzählungen 1926–1944. (=Gesammelte Werke in Einzelausgaben, Band 9.) 2. Auflage. Aufbau-Verlag, Berlin 1981. S. 191–207.
- Der letzte Weg des Koloman Wallisch. In: Ernst Loewy (Hrsg.): Mit dem Gesicht nach Deutschland. Literarische und politische Texte aus dem deutschen Exil 1933–1945. (=Exil, Band 1.) Überarbeitete Ausgabe. Fischer-Taschenbuch-Verlag, Frankfurt am Main 1981. ISBN 3-596-26481-2. S. 352–362.
- Der letzte Weg des Koloman Wallisch. In: Anna Seghers: Erzählungen 1933–1947. (=Werkausgabe, II. Erzählungen, Band 2.) Aufbau-Verlag, Berlin 2011. ISBN 978-3-351-03468-9. S. 9–24.
- Der letzte Weg des Koloman Wallisch. In: Erich Hackl, Evelyne Polt-Heinzl (Hrsg.): Im Kältefieber. Februargeschichten 1934. Picus-Verlag, Wien 2014. ISBN 978-3-7117-2009-2. S. 203–217.

## Sekundärliteratur (Auswahl)
- K. V. Alward: Der letzte Weg des Koloman Wallisch. In: K. V. Alward: Anna Seghers and Socialist Realism. (Doktorarbeit.) McGill University, Montreal 1972. S. 134–144. (pdf).